# Didou, dessine-moi (série télévisée d'animation)
 (septembre 2020).
Si vous disposez d'ouvrages ou d'articles de référence ou si vous connaissez des sites web de qualité traitant du thème abordé ici, merci de compléter l'article en donnant les références utiles à sa vérifiabilité et en les liant à la section « Notes et références ».
Didou est une série télévisée d'animation française produite par le studio Millimages en 2005, créée par Isabeau Merle d'après le personnage d'Yves Got et coréalisée par Frédéric Mège et Frédérick Chaillou. Elle se compose de 117 épisodes de 7 min soit 3 saisons de 39 épisodes de 7 min, ainsi que de 2 épisodes spéciaux de 22 minutes chacun.
En 2019, le studio Millimages a annoncé la production d'une nouvelle série Didou: Didou, Construis-Moi! qui sera disponible au Printemps 2020 sur la plateforme Okoo de France Télévisions.

## Synopsis
Destinée aux jeunes enfants, cette série met en scène un petit lapin, Didou, qui, accompagné de Yoko, une coccinelle, apprend le dessin aux petits.
"Tu as toujours rêvé d'aller sur une île ou même sur la lune? Tu veux faire la course? Pas de problème!
Tout est possible avec Didou et avec l'aide de Yoko, la coccinelle, tu vas apprendre à dessiner tout en t'amusant!"

## Distribution des voix
- Marceau Villand : Didou
- Bonnie Lener : Yoko (ainsi que la chanson du générique)
- Halveig Villand : Sophie
- Nathalie Homs : La Sorcière, Voix Additionelles
- Claude Lombard : voix additionnelles
- Bruno Magne : voix additionnelles
- Pierre-Gaspard Narboux : chœurs d'enfants
- Chine Modzelewski : chœurs d'enfants

## Fiche technique
- Réalisation : Frédéric Mège, Frédérick Chaillou
- Producteurs : Roch Lener, Jonathan Peel, Marie-Caroline Villand
- Direction de production : Marc Dhrami, Antoine Vimal, Séverine Modzelewski
- Assistants réalisateur : Yann Popelier, Caroline Audebert
- Musique : Eduardo Makaroff, Paul Lazar
- Storyboard : Pierre Cerruti, Wilson Dos Santos, Mohamed Labidi, Eric Gosselet, Michael Armellino
- Décors : Nicolas Viegeolat, Eric Gosselet, Delphine Huard, Pascal Badin
- Direction de l'animation : François Narboux
- Animation : Capucine Latrasse, Christophe Calissoni, Barbara Maleville, Marie-Hélène Vernerie, Graziella Petrini, Sophie Dupont, Laetitia Dupont, Stéphane Cronier, Christophe N'Guyen, Maeva Saiz, Vang Xiong, Yannick Zanchetta
- Studio d'animation : 2d3D Animations
- Montage : Alain Lavallé, Thibaud Caquot (HighFun)
- Bruitages : Bruno Guéraçague (Tabaskko)
- Mixage : Bruno Mercère

## Liste des épisodes
Tous les titres débutent par Didou, dessine-moi…

### Première saison (2006)
1. une maison (le 13 février 2006)
2. un escargot
3. un chameau
4. un chien
5. une fleur
6. un rhinocéros
7. un pingouin
8. un dauphin
9. une voiture
10. un bateau
11. un dragon
12. un robot
13. une fusée
14. une autruche
15. un crocodile
16. un mouton
17. un cheval
18. un toboggan
19. un avion
20. une vache
21. un caméléon
22. un kangourou
23. un éléphant
24. une montgolfière
25. un camion de pompiers
26. un castor
27. une grenouille
28. un écureuil
29. un arbre
30. un gâteau
31. un château
32. un lion
33. une otarie
34. un pélican
35. un piano
36. un renne
37. un singe
38. un tracteur
39. un train

### Deuxième saison (2007-2008)
1. un papillon
2. un cochon
3. une dépanneuse
4. un épouvantail
5. un perroquet
6. une girafe
7. un hippopotame
8. un phare
9. une luge
10. une souris
11. une grue
12. un sous-marin
13. un koala
14. un loup
15. un hibou
16. une baleine
17. un crabe
18. une soucoupe volante
19. un hélicoptère
20. une brouette
21. un manège
22. un chasse-neige
23. une pieuvre
24. un bouquetin
25. un dinosaure
26. un flamant-rose
27. un bateau de pirates
28. un yéti
29. un guépard
30. un ours
31. un mammouth
32. un carrosse
33. une diligence
34. une cigogne
35. un chat
36. un putois
37. une taupe
38. un fantôme
39. une sorcière

### Troisième saison (2009)
1. un pigeon
2. le monstre du Loch Ness
3. un narval
4. un igloo
5. un aigle
6. une araignée
7. un pirate
8. un paon
9. un tipi
10. un coq
11. un clown
12. une pie
13. un saint-bernard
14. une loutre
15. un serpent à lunettes
16. une fée
17. un scooter
18. un deltaplane
19. un panda
20. un tigre
21. un requin
22. un lutin
23. une tortue
24. un âne
25. un paquebot
26. une antilope
27. une voiture de police
28. un hérisson
29. une ambulance
30. un lama
31. un camion-poubelle
32. une pelleteuse
33. un sapin
34. un hydroglisseur
35. un ogre
36. une chauve-souris
37. un génie
38. une roulotte
39. une marmotte

## DVD
| Vol.1 : Didou, dessine-moi... une Fusée sorti le 8 mars 2006 - 1. une autruche - 2. un caméléon - 3. un crocodile - 4. un dragon - 5. une fleur - 6. une fusée - 7. une grenouille - 8. un mouton - 9. un rhinocéros - 10. un tracteur           | Vol.2 : Didou, dessine-moi... un Dauphin sorti le 14 juin 2006 - 1. un dauphin - 2. un bateau - 3. un chameau - 4. un toboggan - 5. un chien - 6. une voiture - 7. un éléphant - 8. une montgolfière - 9. un arbre - 10. un robot | Vol.3 : Didou, dessine-moi... un Écureuil sorti le 4 octobre 2006 - 1. un écureuil - 2. une maison - 3. un castor - 4. une vache - 5. un escargot - 6. un camion de pompier - 7. un train - 8. un château - 9. un renne - 10. un gâteau                              | Vol.4 : Didou, dessine-moi... un Pingouin sorti le 6 février 2007 - 1. un pingouin - 2. un avion - 3. un cochon - 4. une luge - 5. une otarie - 6. un chasse neige - 7. un lion - 8. un piano - 9. un kangourou - 10. un phare                                                                               | Vol.5 : Didou, dessine-moi... une Girafe sorti le 22 mai 2007 - 1. une girafe - 2. un sous-marin - 3. un crabe - 4. une grue - 5. un flamant rose - 6. une brouette - 7. une baleine - 8. un hélicoptère - 9. un guépard - 10. un manège                                                | Vol.6 : Didou, dessine-moi... un Singe sorti le 13 septembre 2007 - 1. un pélican - 2. un singe - 3. un papillon - 4. une dépanneuse - 5. un bouquetin - 6. un dinosaure - 7. un ours - 8. un mammouth - 9. une diligence - 10. un putois |
| Vol.7 : Didou, dessine-moi... un Cheval sorti le 6 mars 2008 - 1. un cheval - 2. un épouvantail - 3. un perroquet - 4. un hippopotame - 5. une souris - 6. un bateau de pirates - 7. un carrosse - 8. un chat - 9. un fantôme - 10. une sorcière | Vol.8 : Didou, dessine-moi... un Pirate sorti le 18 août 2008 - 1. un pirate - 2. un paon - 3. un serpent à lunettes - 4. un clown - 5. un aigle - 6. un deltaplane - 7. un koala - 8. une taupe - 9. une pieuvre - 10. un loup   | Vol.9 : Didou, dessine-moi... un Sapin de Noël sorti le 5 novembre 2008 - 1. un sapin de Noël - 2. un Saint-Bernard - 3. un panda - 4. un monstre du Loch Ness - 5. un hérisson - 6. un igloo - 7. une cigogne - 8. un hibou - 9. une soucoupe volante - 10. un yéti | Vol.10 : Didou, dessine-moi... un Tigre sorti le 18 août 2009 - 1. un narval - 2. un tigre - 3. un requin - 4. une tortue - 5. un hydroglisseur - 6. une antilope - 7. une ambulance - 8. un camion poubelles - 9. un lama - 10. une pelleteuse - 11. un paquebot - 12. une chauve-souris - 13. une marmotte | Vol.11 : Didou, dessine-moi... un Lutin sorti le 18 août 2009 - 1. un pigeon - 2. une araignée - 3. un tipi - 4. un coq - 5. une pie - 6. une loutre - 7. une fée - 8. un scooter - 9. un tipi - 10. un âne - 11. une voiture de police - 12. un ogre - 13. un génie - 14. une roulotte | |